# يو شيمامورا
يو شيمامورا (嶋村侑 شيمامورا يو) هي مؤدية أصوات يابانية ولدت يوم 18 نيسان 1985 في طوكيو.

## أدوارها في الأنمي

### مسلسلات انمي تلفزيونية
- هجوم العمالقة - آني ليونهارت
- هجوم العمالقة: الثانوية - آني ليونهارت
- بليتش - سوغيو نو كوتواري
- العشيقة الغامضة X - أيكا هاياكاوا
- كرة سلة كوروكو - ماساكو أراكي
- NEEDLESS - كورومي
- تيلز أوف ذي أبيس - ماري
- البدلة المتنقلة جاندام إيج - ميليس ألوي
- أناذر - كازوي ساتو
- غيلتي كراون - هاري مينجو
- تشايكا أميرة التابوت AVENGING BATTLE - إيرينا هارتغين
- سورد آرت أونلاين II - سيوني
- جاندام: ريكونجيستا G - أيدا سورجان
- بونغو ستراي دوغز - أكيكو يوسانو
- أوشيو وتورا - غامين الابنة
- سرالفة النهاية - يويتشيرو هياكويا (أيام الطفولة)، ميتو جوجو
- سرالفة النهاية: معركة ناغويا - ميتو جوجو
- كونكريت ريفولوتيو: فنتازيا الخوارق - كايدي تاكاهارا
- مغامرة جوجو الغريبة: الماس لا ينكسر - شينوبو كاواجيري

### أنمي الإنترنت
- أجنحة رين - لوكس ساوميزو

### أوفا أنمي
- هجوم العمالقة 'زوار مفاجئون' - آني ليونهارت
- هجوم العمالقة: الفتاتان الضائعتان 'سور سينا ، وداعا' - آني ليونيهارت (2017)
- هجوم العمالقة: الفتاتان الضائعتان 'سور سينا ، وداعا' - آني ليونيهارت (2018)

### أفلام أنمي
- بونغو ستراي دوغز DEAD APPLE - أكيكو يوسانو

## أدوارها في ألعاب الفيديو
- طوكيو زانادو - أسوكا هيراغي
- بليزبلو كروس تاغ باتل - بليك بيلادونا

## أدوارها في الدبلجة اليابانية
- يوميات الموتى - تريسي
- أبطال ليوكو - إيليتا
- هاري بوتر والأمير الهجين - ليان
- يوريكا - زوي كارتر
- الكاذبات الصغيرات الجميلات - هانا مارين
- روبي - بليك بيلادونا

## روابط خارجية
- يو شيمامورا على موقع IMDb (الإنجليزية)
- يو شيمامورا على موقع ميوزك برينز (الإنجليزية)
- يو شيمامورا على موقع أول موفي (الإنجليزية)
- يو شيمامورا على موقع قاعدة بيانات الفيلم (الإنجليزية)
- يو شيمامورا على موقع كينوبويسك (الروسية)
- يو شيمامورا على موقع ANN person (الإنجليزية)